# Puerto Triunfo (ort)
Puerto Triunfo är en ort i Colombia.   Den ligger i departementet Antioquía, i den centrala delen av landet, 150 km norr om huvudstaden Bogotá. Puerto Triunfo ligger 154 meter över havet och antalet invånare är 4 055.
Terrängen runt Puerto Triunfo är platt. Runt Puerto Triunfo är det ganska glesbefolkat, med 24 invånare per kvadratkilometer. Närmaste större samhälle är Puerto Boyacá, 12,8 km norr om Puerto Triunfo. Omgivningarna runt Puerto Triunfo är en mosaik av jordbruksmark och naturlig växtlighet.